# Régiment de Castellas
Pour les articles homonymes, voir Régiment de Castellas (homonymie).
Le régiment de Castellas est un régiment d'infanterie composé de mercenaires de la Confédération suisse au service du royaume de France, créé en 1672 sous le nom de régiment de Pfyffer, devenu sous la Révolution le 66e régiment d'infanterie de ligne.

## Création et différentes dénominations
- 17 février 1672 : Création du régiment de Pfiffer
- 20 décembre 1689 : Régiment de Hessy
- 30 novembre 1729 : Régiment de Burky
- 9 décembre 1737 :  régiment de Tschudy
- 16 mai 1740 : Régiment de Vigier
- 14 mars 1756 : Régiment de Castellas
- 1er janvier 1791 : Renommé 66e régiment d’infanterie de ligne
- 20 août 1792 : Licencié

## Colonels et mestres de camp
- 17 février 1672  : François Pfiffer de Wyher[Note 1]
- 20 décembre 1689 : Gabriel Hessy[Note 2]
- 30 novembre 1729  : Joseph Protais de Burky[Note 3]
- 9 décembre 1737 : Pierre Tschudy[Note 4]
- 16 mai 1740 : François Joseph Guillaume de Vigier de Steinbrüg[Note 5]
- 14 mars 1756 : Rodolphe de Castellas[Note 6]
- 1762 : Kleim
- 1773 : de Castellas de Montagny

## Historique

### Régiment de Pfiffer (1672-1689)

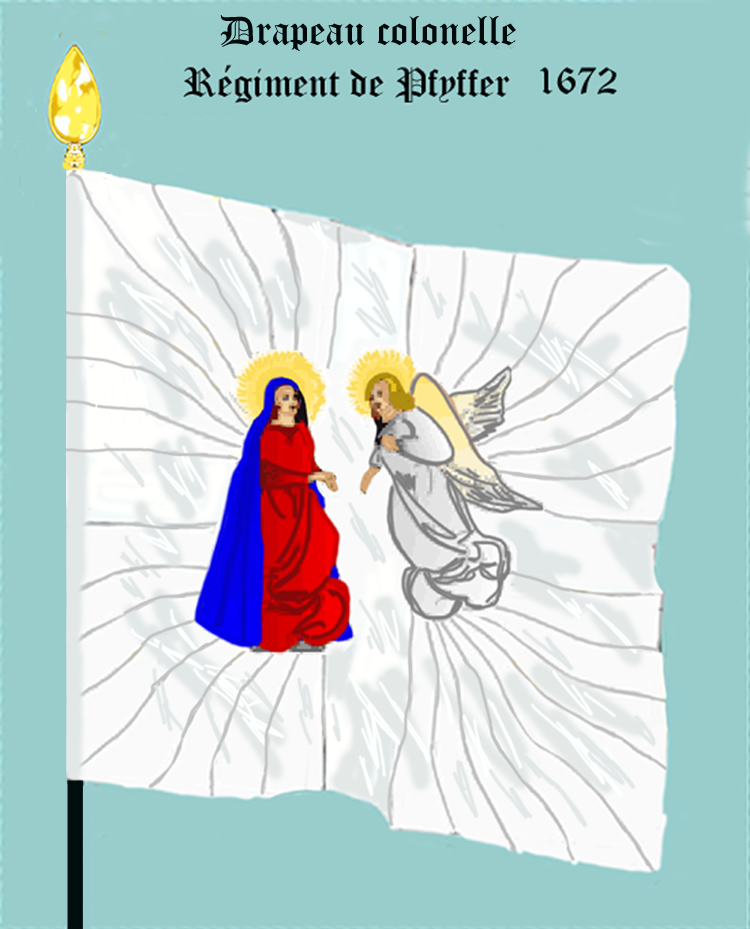
drapeau Colonel du régiment de Pfyffer de 1672 à 1689 (avers)
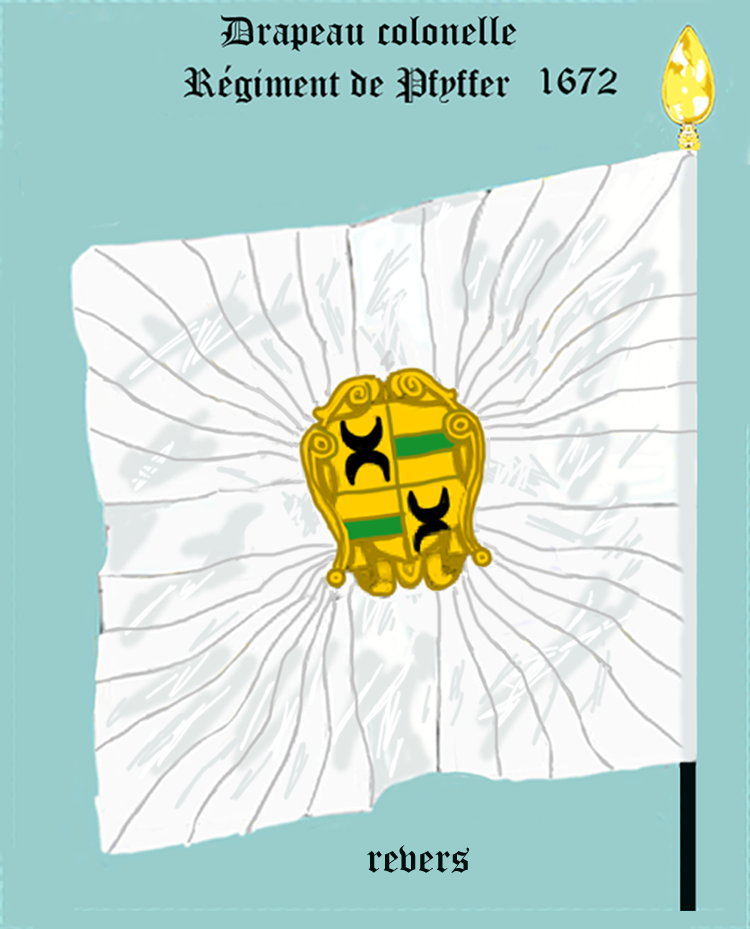
drapeau Colonel du régiment de Pfyffer de 1672 à 1689 (revers)
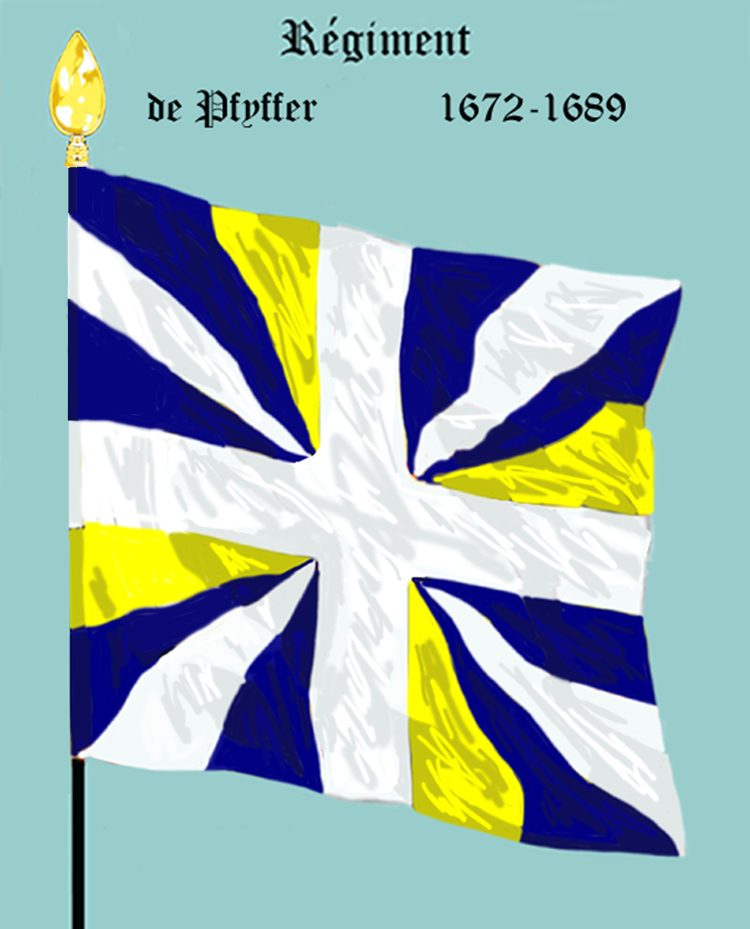
régiment de Pfyffer de 1672 à 1689

8 drapeaux, dont un blanc Colonel, « & croix blanche, avec une Annonciation au milieu », et 7 d’Ordonnance, « à flâmes bleues, jaunes & blanches par opposition & croix blanches ».
En 1672, son uniforme comprend un habit rouge, parements, revers, et collet bleu de roi, doublure, veste et culotte blanches, poches en travers garnies de 3 gros boutons, 3 petits sur le parement, 6 sur le revers avec boutonnières de poil de chèvre blanc, détaché à 2, 3 et 3 gros au dessous, boutons blancs unis. Chapeau bordé de galon blanc. Drapeau blanc, bleu, jaune et rouge par quartiers.

#### Guerre de Hollande
Le « régiment de Pfiffer », est le dernier des quatre régiments levés par les soins de Pierre Stuppa. Il fait la campagne de 1672 en Hollande. 
L'année suivante le régiment est complété par l'incorporation de quelques détachements qui excédaient l'effectif des Gardes suisses, il sert au siège de Maastricht. Après la prise de cette plaçe, il est envoyé à Utrecht, qu'il évacue le 27 octobre pour se rendre à Nimègue.
En 1674, il fait partie de l'armée du prince de Condé et combat à Seneffe, où le colonel Pfiffer est blessé à l'attaque du village de
Fay. 
En 1675, il est de l'armée d'observation qui couvre les sièges de Dinant, de Huy et de Limbourg. 
En 1676, il prend part, sous les ordres du roi, aux sièges de Condé, de Bouchain et d'Aire. 
L'année suivante, le « régiment de Pfiffer » sert sous les ordres du duc d'Orléans. Il ouvre la tranchée devant Saint-Omer, dans la nuit
du 4 au 5 avril, avec les régiments de Navarre et de Touraine, et se trouve le 11 avril à la bataille de Cassel. Durant cette bataille, sa brigade est placée au centre de la 2e ligne et s'y distingue beaucoup. Le régiment acheve le siège de Saint-Omer et contribue encore cette année à la prise de Saint-Ghislain. 
Il débute en 1678 par le siège de Gand, qui est suivi de celui d'Ypres, et combat avec valeur à Saint-Denis.

#### Guerre des Réunions
En 1683, dans le cadre de la guerre des Réunions, le régiment fait partie de l'armée de Flandre. II contribue au mois de novembre à la prise de Courtrai et de Dixmude et passe l'hiver à Courtrai. 
L'année suivante, il couvre les opérations du siège de Luxembourg. 

#### Guerre de la Ligue d'Augsbourg
En 1689, dans le cadre de la guerre de la Ligue d'Augsbourg, iI sert sous le maréchal d'Humières, et assiste à la bataille de Walcourt.

### Régiment de Hessy (1689-1729)

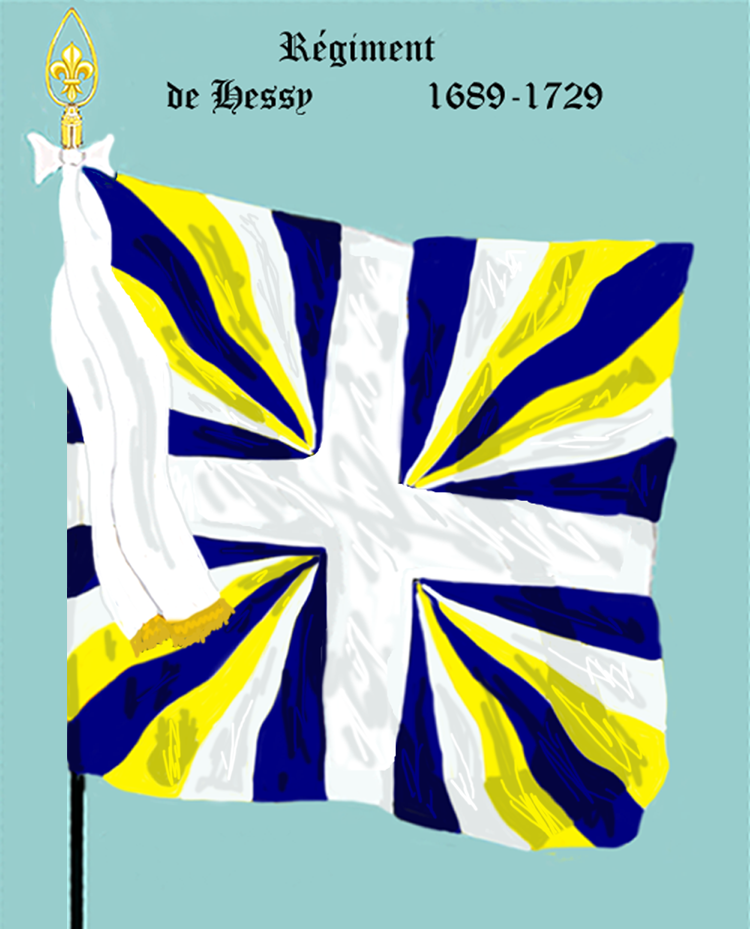
régiment de Hessy de 1689 à 1729
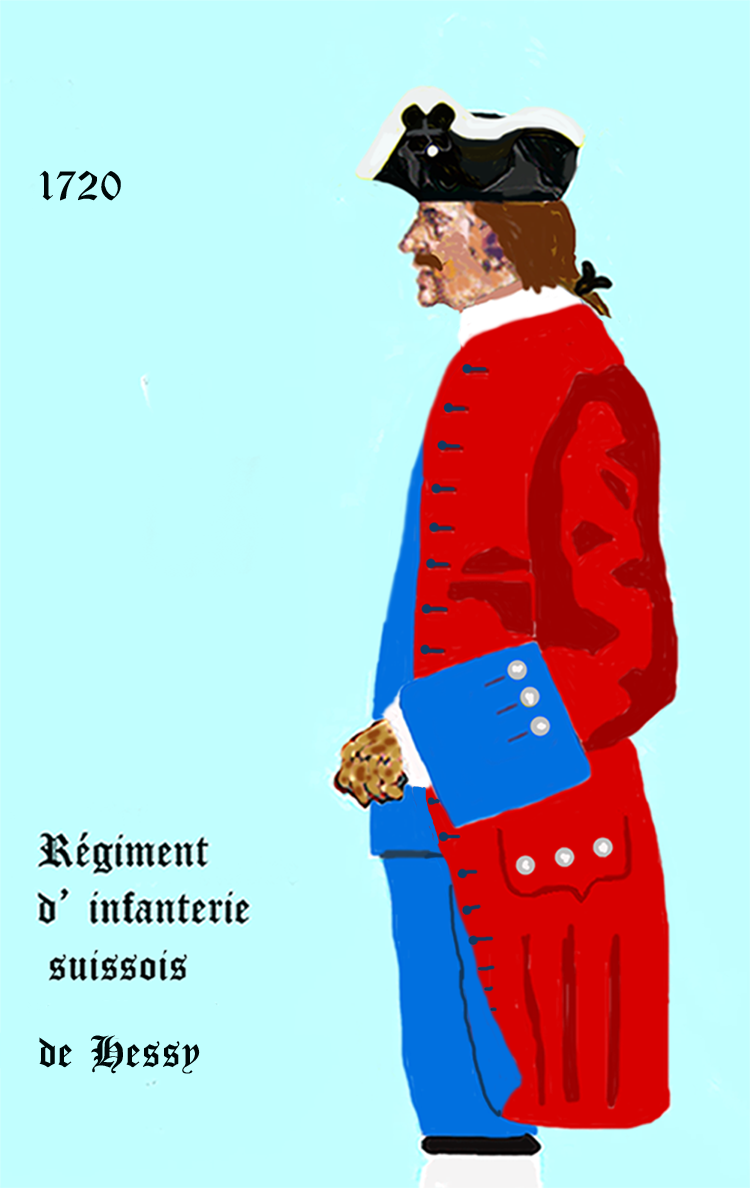
régiment de Hessy 1720 à 1729

#### Guerre de la Ligue d'Augsbourg
En 1690, devenu « régiment de Hessy », il se distingue à la bataille de Fleurus. 
En 1691, il fait le siège de Mons.
En 1692, il passe à l'armée que Catinat commande sur les Alpes. II est d'abord mis en garnison à Pignerol, qu'il défend énergiquement pendant les mois de juillet et d'août 1693. Apres la levée du siège, il sort de celle place pour rallier l'armée et il assiste à la bataille de La Marsaglia. 
En 1694, Catinat employa le régiment à la garde des défilés des Alpes. Au mois de novembre deux bataillons rentrent dans Pignerol et ils y sont rejoints par les deux autres en 1696. 
En août 1696, après la signature des préliminaires de la paix avec le duc de Savoie, le régiment est dirigé sur la frontière de Flandre, ou il fait le siège d'Ath en 1697.

#### Guerre de Succession d'Espagne
En 1701, dans le cadre de la guerre de Succession d'Espagne le régiment fait partie de l'armée de Flandre et travaille aux lignes d'Anvers.
En 1702, il concourt a la défaite des Hollandais à Nimègue et à la prise de la Chartreuse de Liège et prend ses quartiers d'hiver dans le pays de Waes.
En 1703, il combat avec éclat à Ekeren. 
En 1704, après les revers de l'armée d'Allemagne, il court vers le Rhin et jette ses 2e et 3e bataillons dans Landau. Ces deux bataillons eurent beaucoup de gloire à la défense de Landau. Après la capitulation de Landau, les2e et 3e bataillons sont mis en garnison à Phalsbourg et Sarrebourg tandis que le 1er retournait en Flandre. 
En 1705, le régiment tout entier est envoyé à l'armée que le maréchal de Tessé commandait en Espagne. Le régiment de Hessy est employé au siège de Gibraltar qui est finalement de lever, puis il marche au secours de Badajoz et contribue à en faire lever le siège. 
En 1706, il sert sous le maréchal de Berwick. Au mois d'octobre, il force la garnison de Cuenca, composée de 2 000 hommes, qui deviennent prisonniers de guerre. Il participe ensuite a la prise de Carthagène. 
II était l'année suivante à la bataille d'Almansa et à la soumission du royaume de Valence. 
En 1708, on le trouve aux prises de Lérida et de Tortose et à la canonnade de Puente-Major à Orense. 
En 1709, il participe à la défaite du général Franckemberg près de Gérone, et il passe ensuite dans le Languedoc, d'où il retourne en Flandre en 1710. 
En 1712 le régiment s'illustre à la bataille de Denain et aux sièges du Quesnoy et de Bouchain. 
En 1713, le régiment de Hessy se rend sur le Rhin et contribue aux reprises de Kaiserslautern et de Landau.

#### Guerre de la Quadruple-Alliance
Engagé dans la guerre de la Quadruple-Alliance, en 1719, le régiment est envoyé dans les Pyrénées et fait les sièges de Fontarrabie et de Saint-Sébastien.
En 1720, il fait partie du cordon sanitaire qui enveloppait Marseille.
II demeure ensuite longtemps dans le Midi de la France.

### Régiment de Burky (1729-1737)

Régiment de Burky
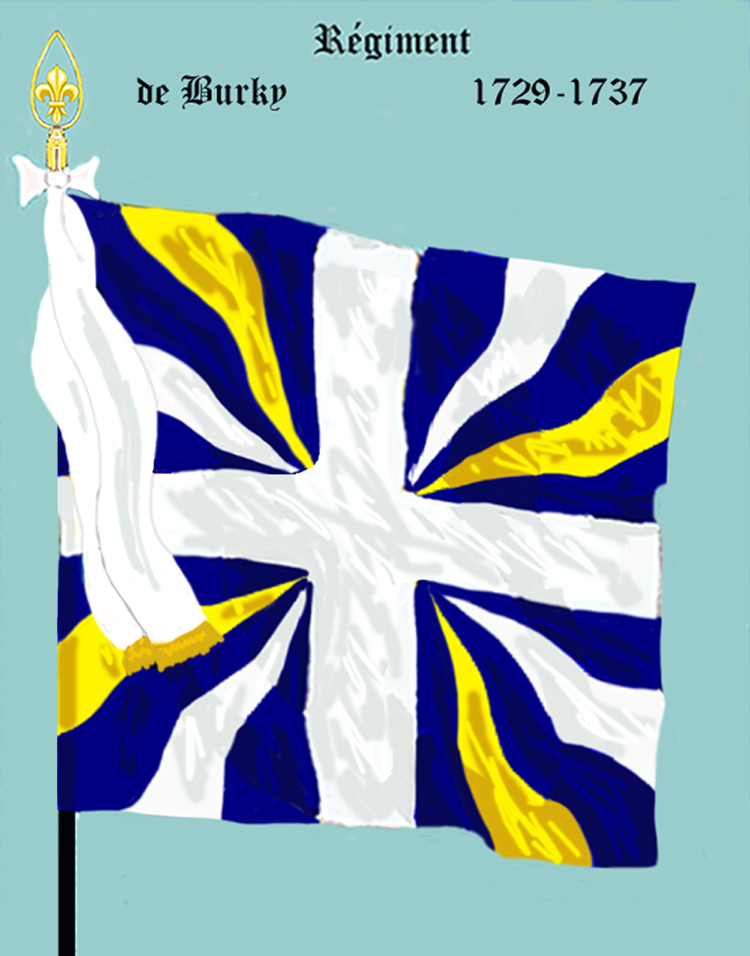
régiment de Burky de 1729 à 1737
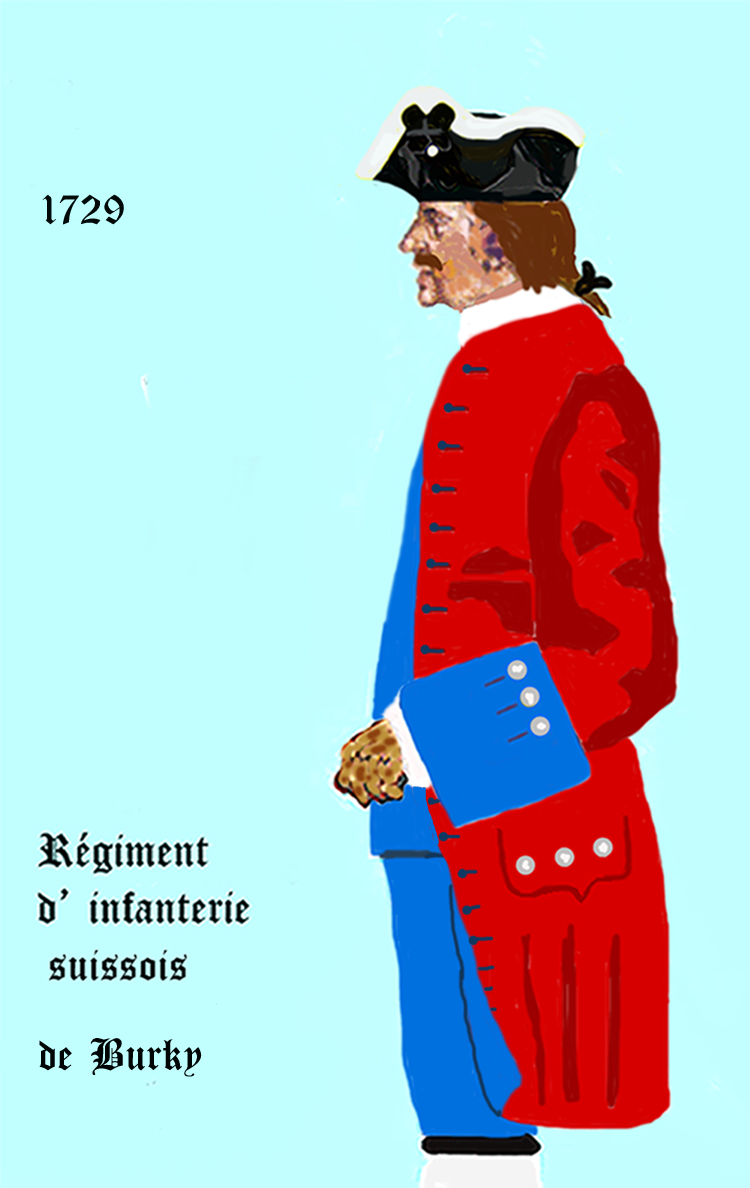
régiment de Burky de 1729 à 1734

#### Guerre de Succession de Pologne
Le 30 novembre 1729, il prend le nom de « régiment de Burky ».
En décembre 1733, le régiment quitte ses quartiers du Roussillon pour cantonner dans différentes villes du Languedoc. 
Le 8 novembre 1734, dans le cadre de la guerre de Succession de Pologne, il s'embarque à Toulon, pour aller renforcer l'armée d'Italie, qu'il joint à Modène le 13 janvier 1735. Il occupe d'abord divers postes dans le Modènais et le Mantouan, et passe le Mincio le 18 juin 1735 à Goito. Après la dispersion des troupes impériales, il est mis en garnison à Guastalla, où 1 300 hommes sont enlevés par la fièvre. 
Le 22 avril 1736 il quitte Guastalla, rentre en France, et s'établit à Perpignan, Collioure et Mont-Louis.

### Régiment de Tschudy (1737-1740)

#### Période de paix
Devenu « régiment de Tschudy », depuis le 9 décembre 1737, il est envoyé à Embrun en 1738.

Régiment de Tschudy
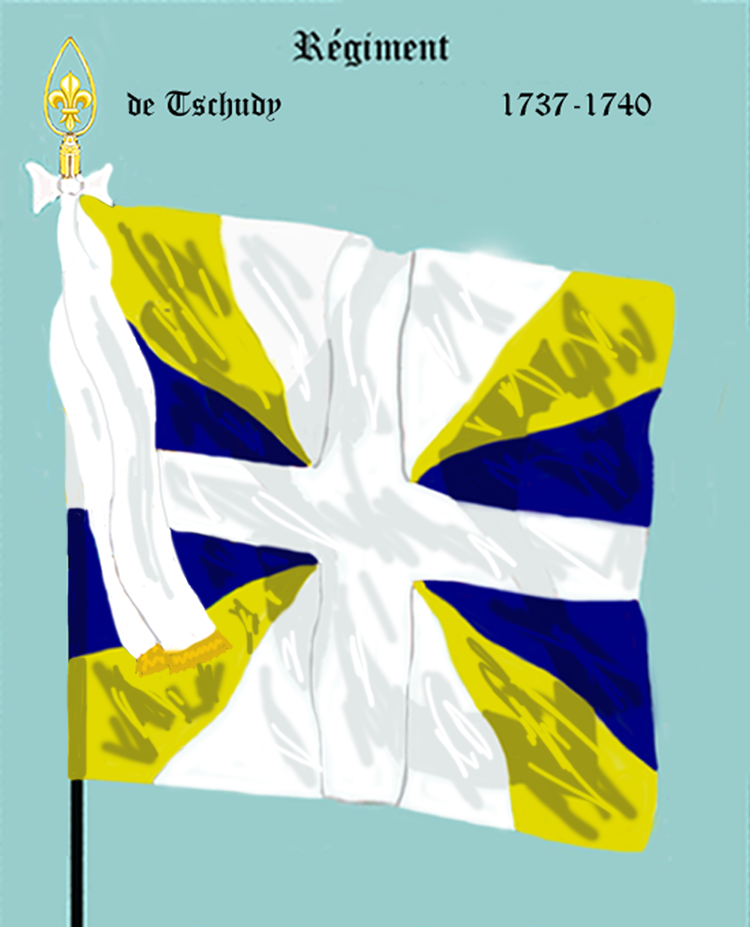
régiment de Tschudy de 1737 à 1740
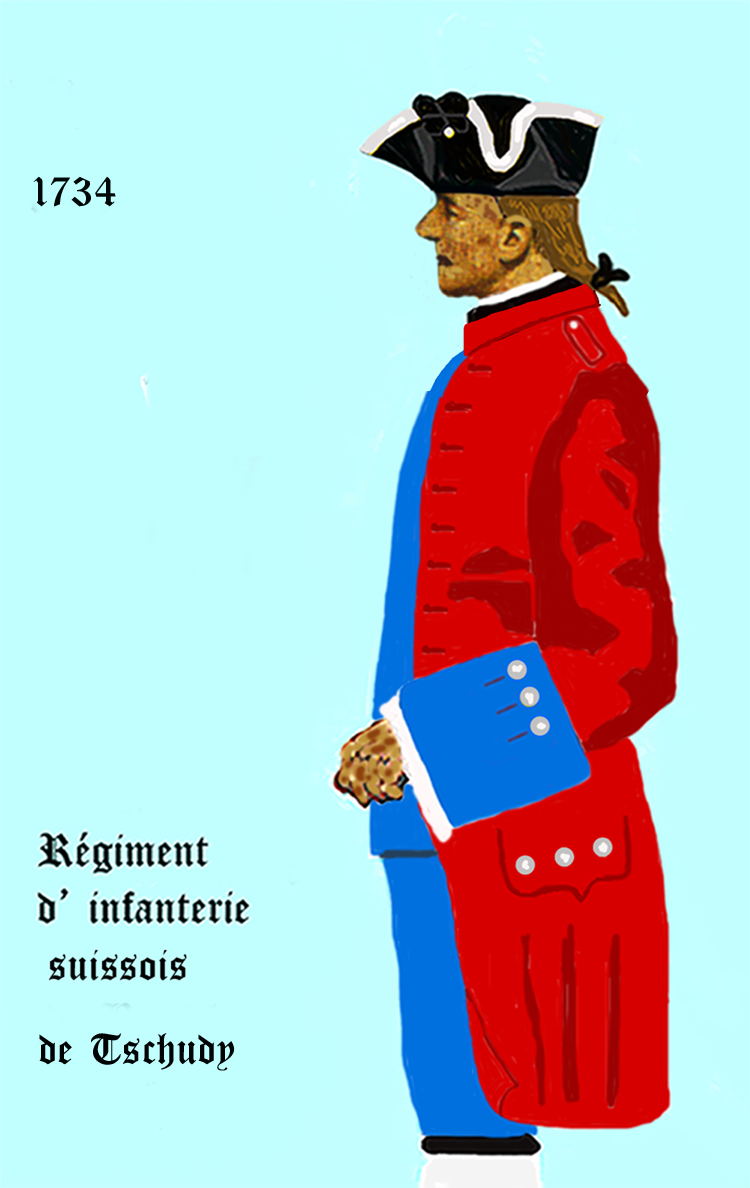
de 1734 à 1740

### Régiment de Vigier (1740-1756)

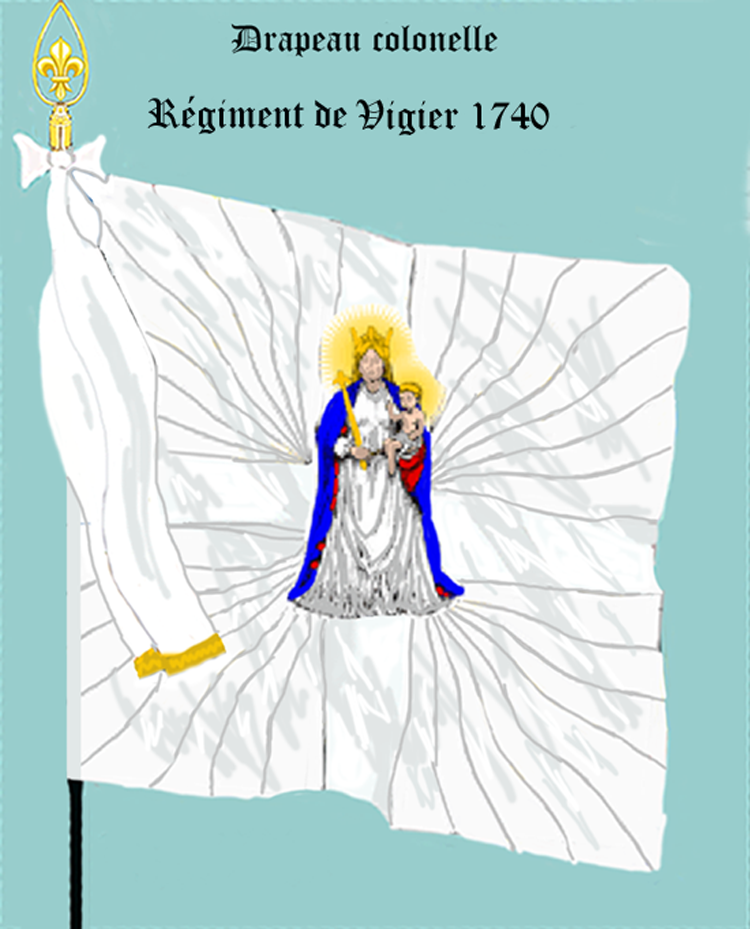
régiment de Vigier drapeau colonel 1740
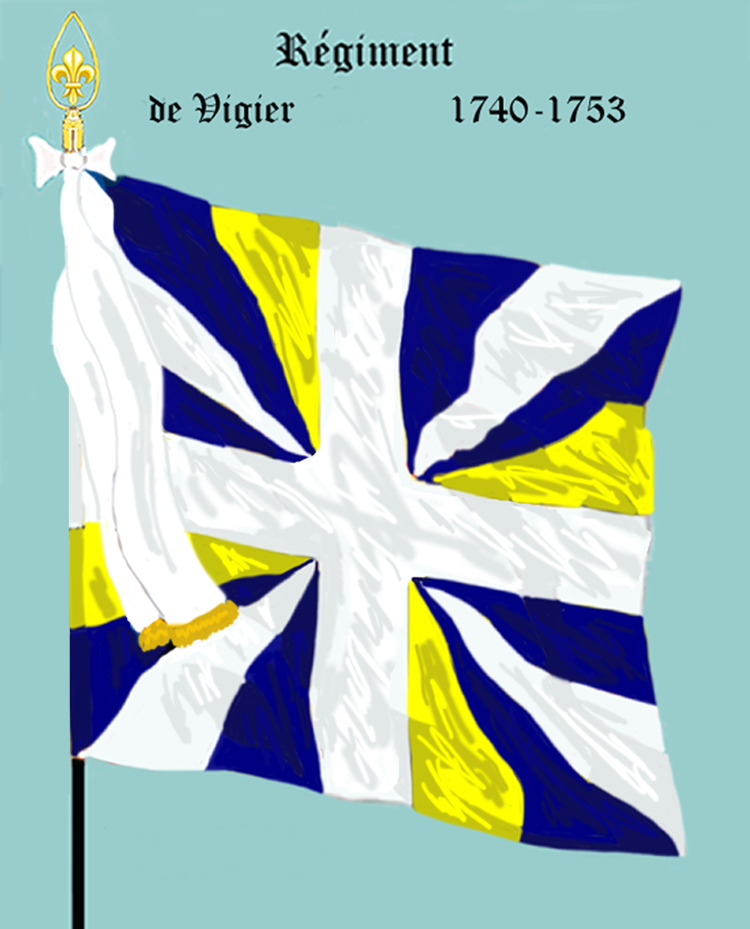
régiment de Vigier de 1740 à 1753
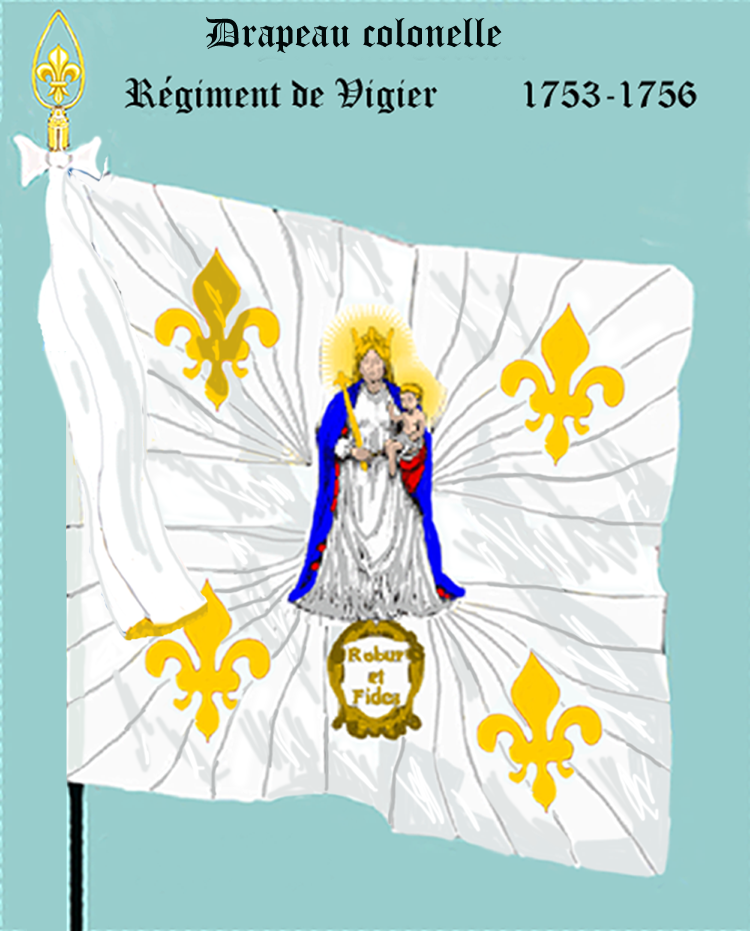
régiment de Vigier drapeau colonel 1753
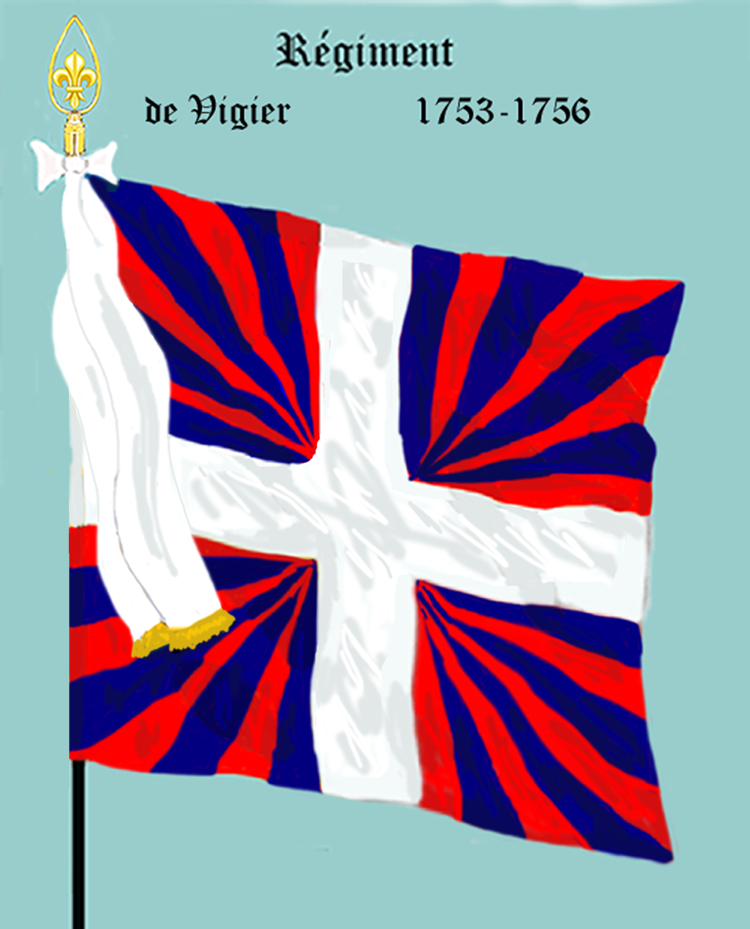
régiment de Vigier de 1753 à 1756
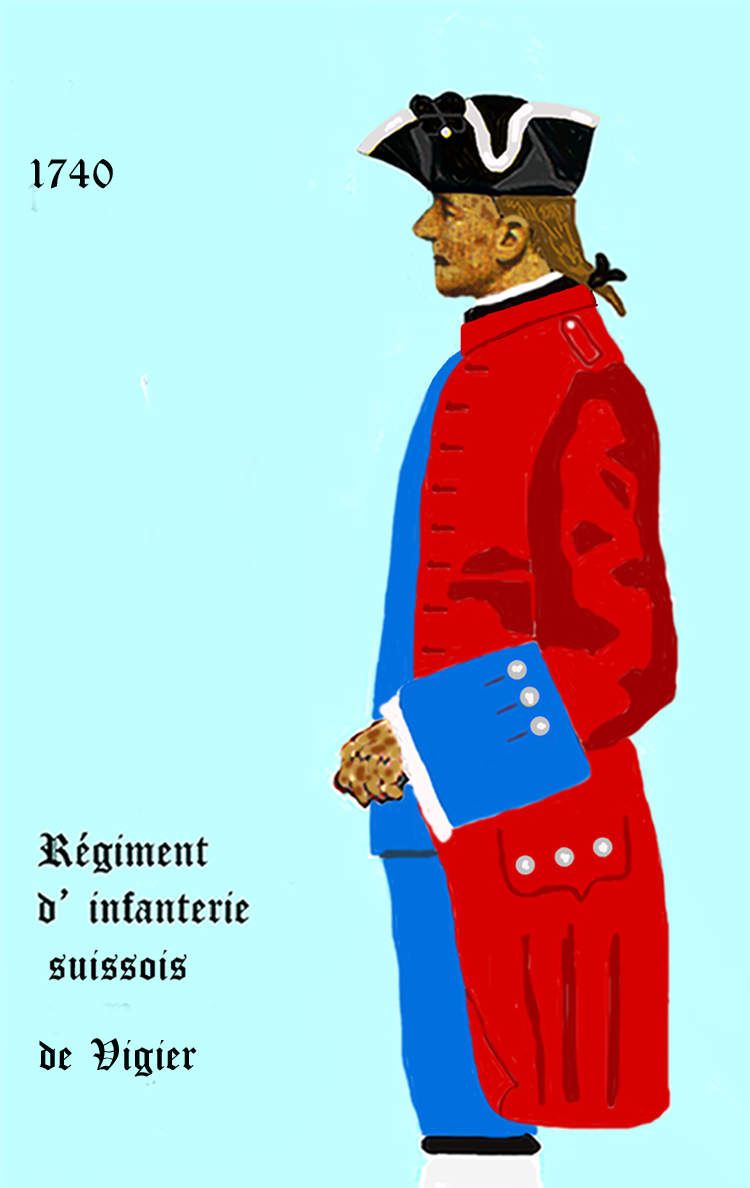
de 1740 à 1762

#### Guerre de Succession d'Autriche
Devenu « régiment de Vigier », le 16 mai 1740, le régiment quitte Embrun en 1742 pour se rendre dans les environs de Toulon qu'inquiétait la présence d'une flotte anglaise. 
Engagé dans la guerre de Succession d'Autriche, il fait, en 1743, parti de l'armée des Alpes et se trouve, le 5 octobre, à l'attaque des retranchements de La Chenal et du village de Pont, que l'ennemi abandonne pour conserver la position de la levée de Villarette. Le régiment bivouaque trois nuits pour attaquer l'ennemi, mais ses canons battent les retranchements et le régiment est obligé de se retirer le 10 octobre, la neige et les tempêtes ayant fait échouer l'attaque. Ses rangs s'éclaircissent pendant la retraite et en particulier au passage du col de Saint-Véran, ou 200 hommes meurent de froid. II se retire à Guillestre et Mont-Dauphin ou il passe l'hiver. 
L'année suivante, le « régiment de Vigier » tente plusieurs fois de pénétrer dans le comté de Nice par Vitelle, mais n'ayant pu en venir a bout, il essaye de franchir Le Paillon, un torrent que les pluies grossissaient en à vue d'oeil. Le 1er bataillon réussit à toucher l'autre bord, mais le 2e bataillon est complètement arrêté. Trois enseignes, qui s'étaient lancés dans le torrent pour exciter les soldats, disparaissent dans les flots. On ne retrouva leurs drapeaux que le lendemain à la grille de Nice. Plusieurs soldats furent aussi noyés. Le passage est alors remis à la nuit du 19 au 20 avril, et le régiment débouche enfin par le Monte-Grosso. Le jour même, et par des chemins réputés inaccessibles, il attaque les retranchements de mont Alban et de Villefranche. Il contraint l'ennemi de rentrer dans ses lignes qu'il avait quittées pour marcher au-devant des troupes françaises, et il l'eût totalement défait, si les munitions ne lui avaient pas manquées. Les Piémontais s'en aperçoivent, et par un feu des plus vifs ils forcent le régiment de Vigier à abandonner le terrain et à regagner Le Paillon. Le régiment eut dans cette affaire quatre officiers tués, cinq blessés et 300 hommes mis hors de combat. Le colonel François Joseph Guillaume de Vigier de Steinbrüg, en tombant d'une roche, se blesse dangereusement au genou. Le prince de Conti consola le corps de son échec en lui prodiguant des éloges mérités et le renvoie en Provence pour s'y refaire.
En 1744, le régiment tente de rejoindre l'armée pendant le siège de Coni, mais l'état des chemins, la rupture des ponts et le débordement des eaux lui opposèrent des obstacles insurmontables. En effet un quart d'heure après son départ, le terrain qu'il occupait était cerné par les eaux et submergé. Ce ne fut qu'à grand'peine qu'il put regagner Saint-Paul-en-Provence. Quelque temps après, il essaye encore une fois de passer, mais aussi inutilement que la première fois. Le prince de Conti lui expédie alors l'ordre de se rendre à Levenzo dans le comté de Nice, et d'observer les débouchés des Alpes de ce côté-là. Il est rejoint dans cette position, au mois de novembre, par le 3e bataillon remis sur pied cette année à Embrun.
Le 25 janvier 1745, le régiment de Vigier quitte encore le comté de Nice pour repasser le Var. Le 1er bataillon est placé à La Ciotat, le 2e bataillon à Hyères et le 3e bataillon à Ollioules. Ce dernier bataillon est renvoyé, au mois de mai, à Vintimille et s'empare le 1er juillet du château de Dolceacqua et du poste d'Isola que les Piémontais avaient occupés. 
Le 15 avril 1746, ce même bataillon quitta Vintimille pour une expédition sur Acqui Terme dans le Montferrat et il y fait 100 prisonniers. Le 30 avril, tout le régiment est réuni à Rivalta Bormida à l'armée du maréchal de Maillebois et prend part au siège d'Acqui. Après la conquête de cette place, le 3e bataillon retourna à Vintimille. Les deux premiers se trouvent, le 10 août, à la bataille du Tidone et s'y couvrent de gloire, en arrêtant l'ennemi qui espérait détruire l'armée française en retraite, au moment où elle voudrait franchir la rivière du Tidone. Pressé par les Autrichiens sur la voie romaine, qui conduit à Castel San Giovanni, le régiment de Vigier leur tint tête pendant cinq heures et supporte seul sur ce point l'effort de l'ennemi, jusqu'au moment où il reçut l'ordre de se retirer, ce qu'il fit en bon ordre. Cette bataille, qui fut suivie de l'évacuation complète de l'Italie, coûta au régiment 500 hommes tués ou blessés.

Le régiment se retire à Saint-Laurent-du-Var et de là en Provence. Le 3e bataillon, renfermé dans le château de Vintimille, est obligé de capituler le 23 octobre. Trois jours auparavant, il avait repoussé un assaut et tué 500 hommes aux Alliés. 
En février 1747, le régiment, après avoir formé un bataillon de guerre de 700 hommes, qui est envoyé au secours de Gênes, part pour Besançon où il devait faire des recrues. Il en revient au mois de mai, campe d'abord à Hyères, puis passe dans le comté de Nice et s'embarque le 8 octobre à Villefranche pour se rendre à Gênes. Mais assailli en mer par une bourrasque, il est jeté dans l'Île de Capraia où il faillit mourir de faim. Il aborde enfin à Sestri Levante et y passe l'hiver, chargé de la garde de la rivière de Gênes et du golfe de La Spezia. 
En 1748, il est à Chiavari, lors de la publication de l'armistice qui précédé la paix. Il se rend alors à Nice et arrive le 14 décembre, par mer, à Antibes, sauf trois piquets qui passent en Corse, où ils demeurent jusqu'en 1751. 
En 1751, le régiment est envoyé année à Lyon et plus tard à Belfort et à Lille.

### Régiment de Castellas (1756-1791)

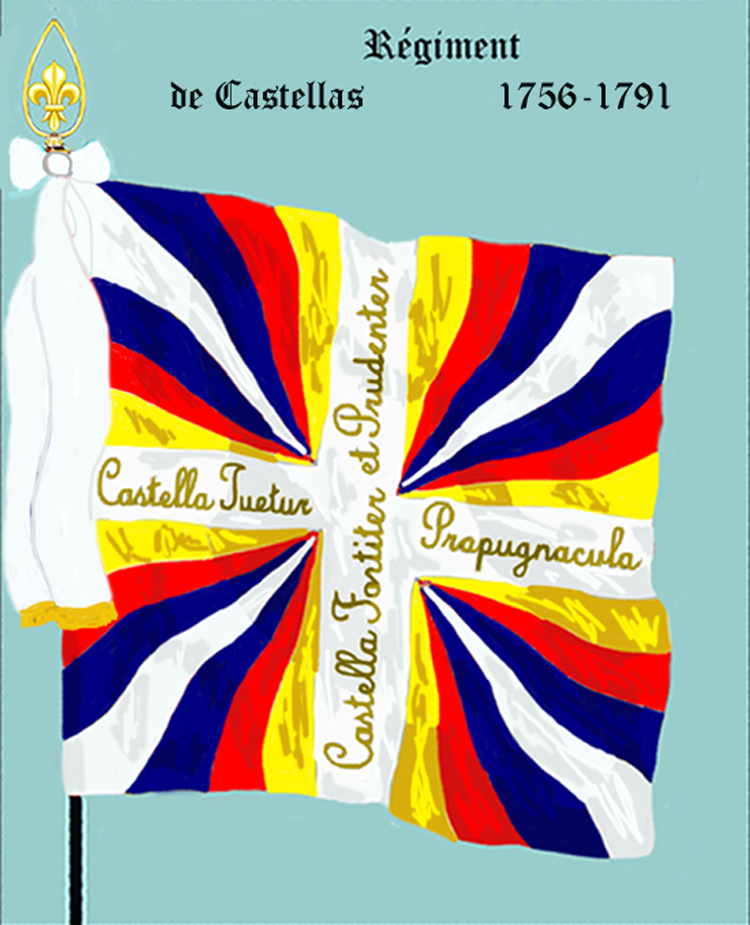
régiment de Castella de 1756 à 1792
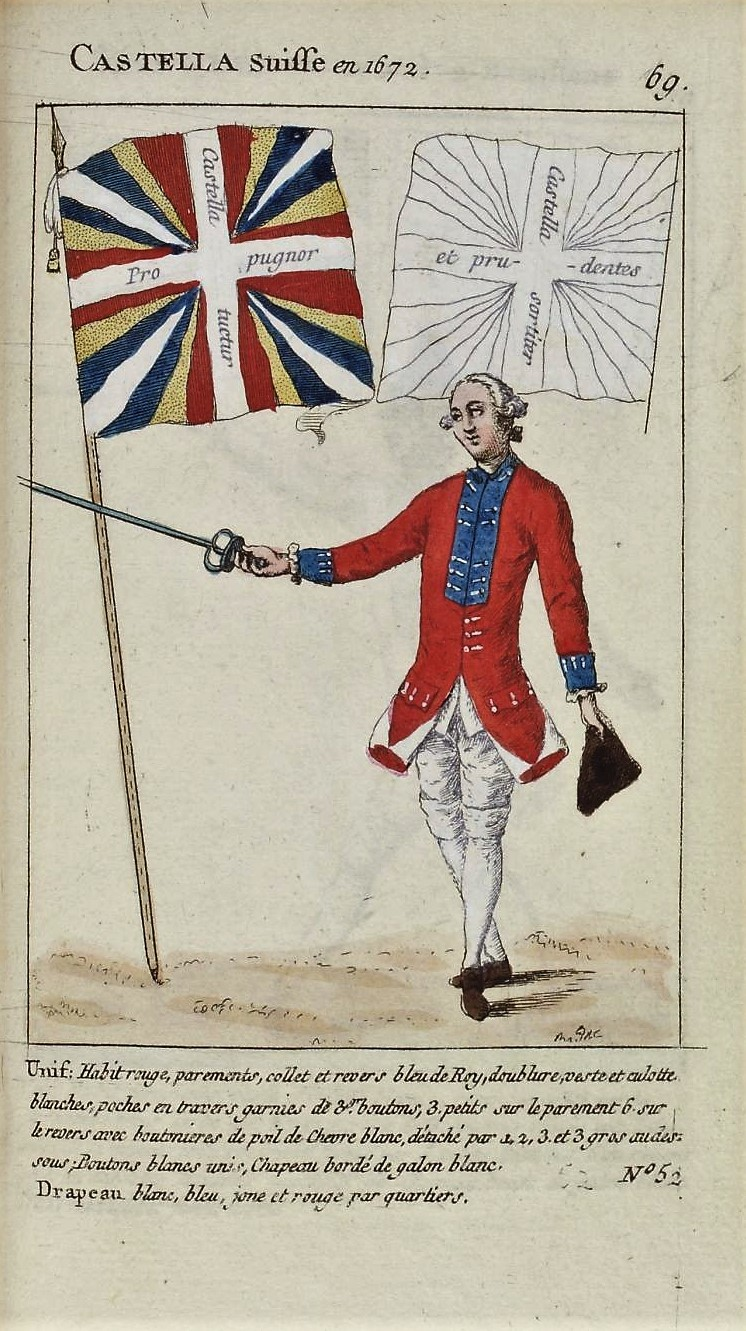
Uniforme et drapeau du régiment de Castellas en 1772
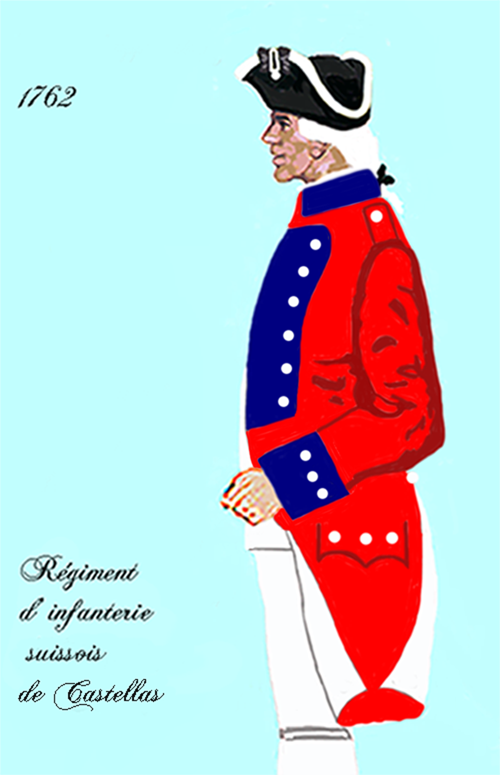
régiment de Castella de 1762 à 1776
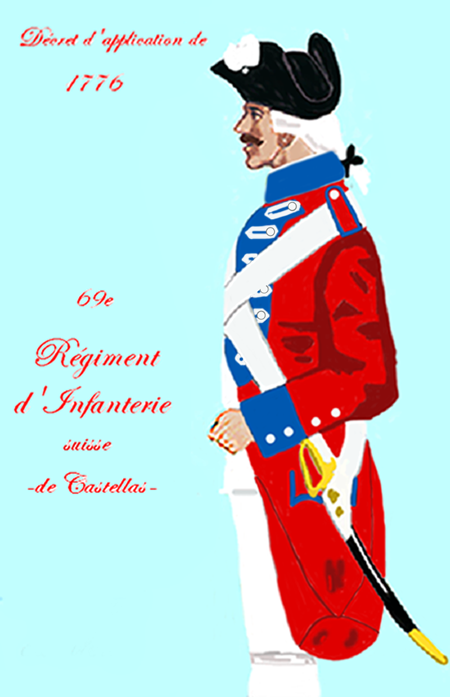
régiment de Castella de 1776 à 1786
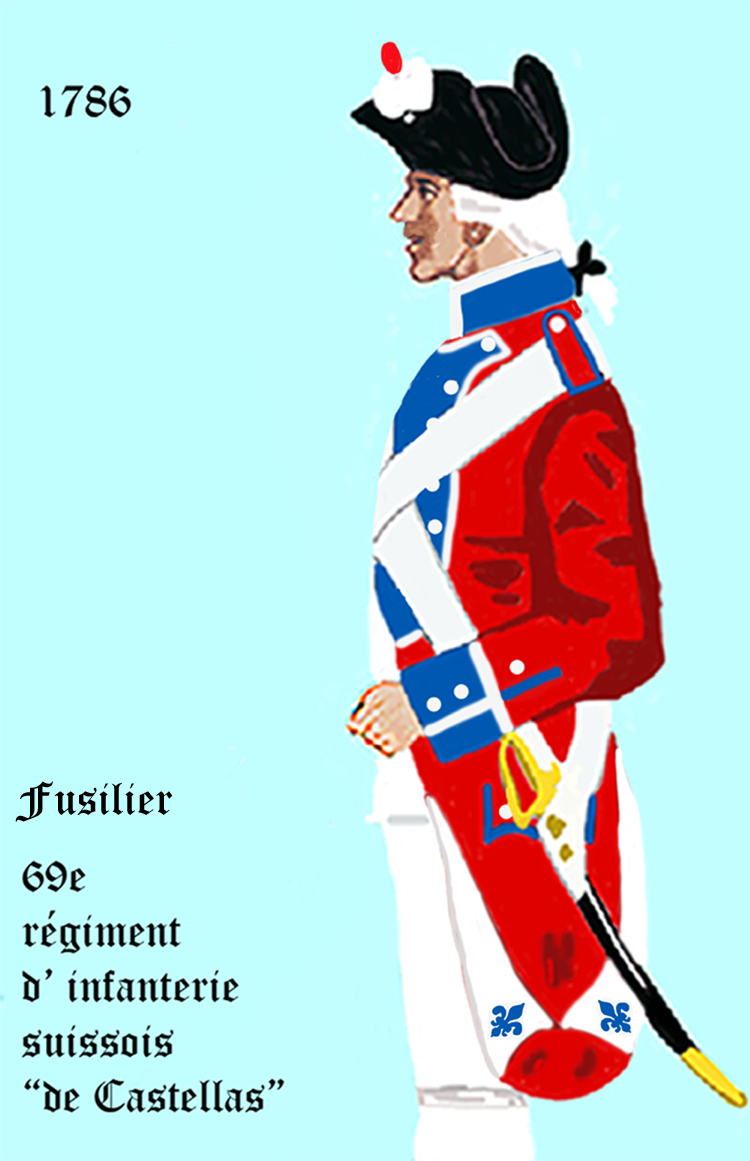
régiment de Castella de 1786 à 1791
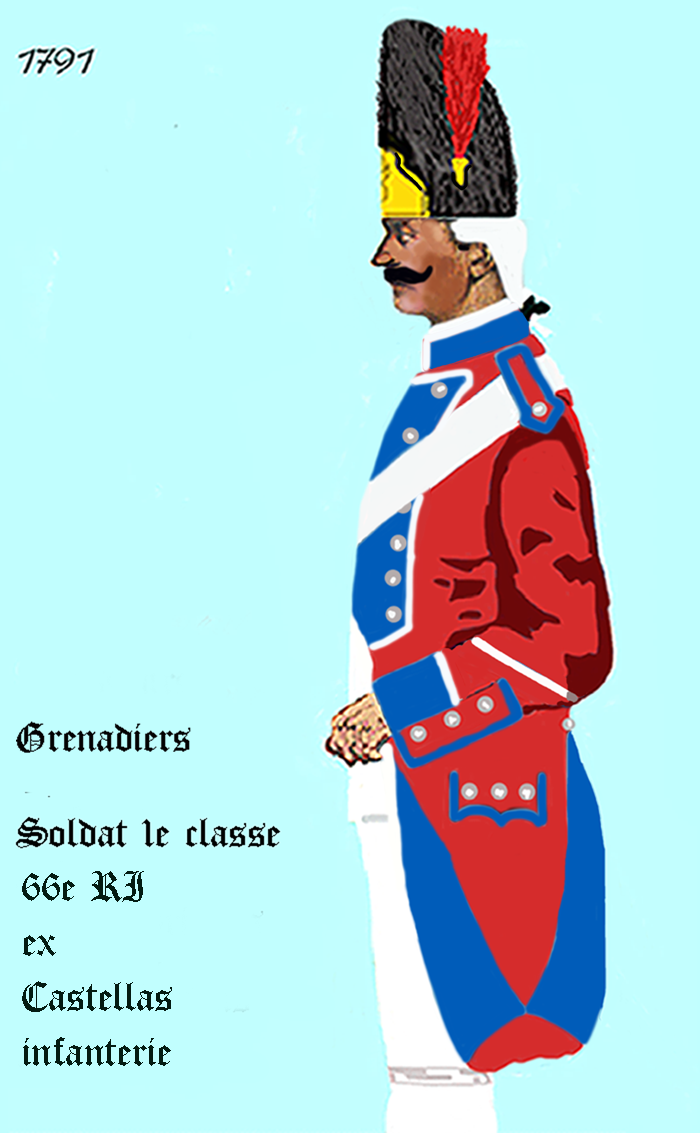
grenadier du 66e régiment d’infanterie de ligne de 1791 à 1792

#### Guerre de Sept Ans
Devenu « régiment de Castellas » en 1756, le régiment fait partie de l'armée d'Allemagne dans le cadre de la guerre de Sept Ans. Il contribue à la prise de Wesel et y reste en garnison. Vers la fin de la campagne, il joint l'armée du prince de Soubise et se trouve à la bataille de Rossbach. Le régiment revient à Wesel et y passe l'hiver. 
En avril 1758, il est cantonné autour de Düsseldorf et rentre encore dans Wesel. 
En 1759, il combat à Bergen et reprend sa position à Wesel où il est bientôt attaqué par le prince héréditaire de Brünswick. Il y fait une vigoureuse résistance et donne le temps au marquis de Castries de venir à son secours. 
Le 10 juillet 1760, la brigade de Castellas est une de celles qui montrent le plus d'intrépidité à Corbach. Le régiment se signale encore cette année à la bataille de Kloster Kampen.
Le 13 septembre 1761, les grenadiers et chasseurs réunis se distinguent au combat de Neuhaus.

#### Période de paix
A la paix, le « régiment de Castellas » est mis en garnison à Belfort, d'où il est allé à Besançon en octobre 1764 et au camp de Compiègne au mois d'août 1766. Revenu à Belfort, on l'envoie à Grenoble en août 1768, à Avignon en mai 1769, en Corse en octobre 1770, à Toulon en septembre 1773, au Fort-Louis en décembre 1773, à Verdun en juillet 1775, à Montmédy en août 1777, à Condé en octobre 1777, à Avranches, Dinan et Belle-Isle-en-Terre de mars à juin 1778, à Landau en novembre 1781, au Fort-Louis en juillet 1783, à Bitche en octobre 1784, à Phalsbourg en octobre 1787, à Saarlouis en avril 1788 et au camp de Metz en septembre 1788.

#### Révolution française
Appelé à Château-Thierry en juillet 1789, au moment de la Révolution française, il s'approche jusqu'aux barrières de Paris et est renvoyé à Sarrelouis par ordre du 29 juillet 1789. 
Le 1er juillet 1790, le régiment tient garnison dans la ville de Verdun et au mois d'août 1790, il fait partie des corps qui fournissent des détachements pour agir, sous les ordres du marquis de Bouillé, contre la garnison révoltée de Nancy, et, après la journée du 31 août, c'est au lieutenant-colonel Girardier que fut déférée la présidence du conseil de guerre qui allait juger les soldats du régiment de Châteauvieux.

### 66erégiment d'infanterie de ligneci-devant Vigier

#### Révolution française
L'ordonnance du 1er janvier 1791 fait disparaître les diverses dénominations, et les corps d'infanterie ne sont désormais plus désignés que par le numéro du rang qu'ils occupaient entre eux. Ainsi, 101 régiments sont renommés. Les régiments sont toutefois largement désignés avec le terme ci-devant, comme 66e régiment d'infanterie ci-devant Castellas.
En 1791, le régiment fait partie du camp de Fontoy, où il surveille la frontière du Luxembourg, et en 1792, il entre dans la composition de l'armée du Centre. Par suite du décret du 20 août 1791 qui licencie les troupes suisses, on l’envoie à Vitry-le-François, puis à Troyes où le licenciement est exécuté le 14 septembre 1791. Sur 900 hommes que le régiment comptait alors, 500 s'engagèrent dans les troupes françaises, la plupart dans la légion de Lückner.